# Roger Jon Ellory
Roger Jon Ellory (Birmingham, 20 giugno 1965) è uno scrittore britannico.

## Biografia
Rimasto orfano all'età di sette anni, rimane in collegio fino all'età di sedici anni, per poi tornare a vivere a Birmingham presso la nonna materna, che muore nel 1982.
Scrive il suo primo romanzo nel 1987 e continua a scrivere ininterrottamente fino al 1993, ma si interrompe per la frustrazione degli innumerevoli rifiuti ricevuti da case editrici sia britanniche che americane. Riprende a scrivere solo nel 2001 e arriva finalmente alla pubblicazione nel 2003 con Due piani sopra l'inferno (Candlemoth), che viene inserito nella shortlist dei candidati del premio CWA Ian Fleming Steel Dagger. In seguito pubblica con regolarità, ottenendo nuovamente con City of Lies (2006) la candidatura al CWA Ian Fleming Steel Dagger.
La voce degli angeli (A Quiet Belief in Angels) (2007) segna l'approdo al grande successo: il romanzo supera le trecentomila copie nella sola Gran Bretagna, viene tradotto in tutto il mondo e pubblicato negli Stati Uniti, dove raccoglie i giudizi lusinghieri di autori affermati del genere come James Patterson, Michael Connelly e Jonathan Kellerman. Lo stesso Ellory scrive la sceneggiatura dell'adattamento cinematografico per il regista francese Olivier Dahan.

## Autorecensione pressoAmazon
Nei primi giorni di settembre 2012 l'autore ha ammesso di aver scritto entusiastiche autorecensioni e sperticati elogi dei suoi stessi libri presso Amazon, con l'ovvia finalità di promuovere tali opere, utilizzando nickname quali "Nicodemus" e "Jelly Bean" prodigandosi al tempo stesso a criticare pesantemente libri di altri autori, tra cui Mark Billingham e Stuart MacBride. L'ammissione, con scuse annesse, è stata fatta appena il Daily Mail ha scoperto le false recensioni..

## Opere
- Due piani sopra l'inferno (Candlemoth) (2003) - edizione italiana: Sonzogno, 2004. ISBN 88-454-1136-2
- Ghostheart (2004)
- Vendetta (A Quiet Vendetta) (2005) - Giano, 2010. ISBN 978-88-625-1072-1
- City of Lies (2006)
- La voce degli angeli (A Quiet Belief in Angels) (2007) - Giano, 2009. ISBN 978-88-6251-049-3
- Un semplice atto di violenza (A Simple Act of Violence) (2009) - Giano, 2011. ISBN 978-88-6251-050-9
- Il diavolo e il fiume (The devil and the river) (2013)- 21 Editore, Palermo, 2016. ISBN 978-88-9947-008-1